# Eupanacra radians
Eupanacra radians is een vlinder uit de familie van de pijlstaarten (Sphingidae). De wetenschappelijke naam van de soort werd in 1930 gepubliceerd door Bruno Gehlen.
| image =
| image_caption= Eupanacra radians Dorsal (MHNT)
| image2 = Eupanacra radians MHNT CUT 2010 0 127 Dairi Regency Sumatra male ventral.jpg
| image2_caption= Eupanacra radians ventral (MHNT)